# Jasko
Jasko (* 21. Juni 1989 in Novi Pazar, SFR Jugoslawien; bürgerlich Jasmin Nuradinović) ist ein deutscher Rapper. Er wurde vor allem bekannt als die eine Hälfte des Rap-Duos Majoe & Jasko.

## Leben
Jasko ist ein Sohn jugoslawischer Einwanderer. Er flüchtete als Kind mit seiner bosnischen Familie während der Jugoslawienkriege nach Deutschland und wuchs in Duisburg auf, wo er zusammen mit seinem Freund Majoe ein Rap-Duo gründete, das zwei Alben auf dem Label Banger Musik von Farid Bang veröffentlichte. Nachdem Majoe mit seinen beiden Alben Breiter als der Türsteher (2014) und Breiter als 2 Türsteher eine erfolgreiche Solokarriere gestartet hatte, begann auch Jasko an seinem Solodebüt zu arbeiten. Wenn kommt, dann kommt erschien am 18. März 2016. Seine Musik bezeichnet er selbst als „asozialen Straßenrap“.
Neben der Rapmusik ist Jasko Geschäftsführer einer Shisha-Bar namens „Pipe“ in Moers.

## Diskografie
Alben
- 2012: Mobbing Musik (mit Majoe)
- 2013: Majoe vs. Jasko (mit Majoe)
- 2016: Wenn kommt, dann kommt
- 2018: Fiasko

EPs
- 2011: Übernahme EP (Fatbeatz) (mit Majoe)
- 2012: Übernahme EP (Banger Edition) (mit Majoe)
- 2018: Übernahme 2 EP (mit Majoe)

Gastbeiträge
- 2014: Alimah auf Goldkehle von Ramsi Aliani (feat. Majoe)
- 2014: Bastard auf Breiter als der Türsteher von Majoe
- 2015: Banger Imperium auf Asphalt Massaka 3 von Farid Bang (feat. KC Rebell, Summer Cem, Majoe & Al-Gear)
- 2015: 1 auf Fata Morgana von KC Rebell (feat. Farid Bang, Summer Cem & Majoe)
- 2015: Mein Block Remix auf Asphalt Massaka (2015) von Farid Bang
- 2015: Jungs von der Strasse auf Breiter als 2 Türsteher von Majoe
- 2016: Rauch rein auf Cemesis (Kapitel 1: Summer der Hammer EP) von Summer Cem (feat. Majoe)
- 2016: 66 Cosengos von Summer Cem (feat. Ali As)
- 2016: Nach oben auf Blut von Farid Bang (feat. Al-Gear)
- 2016: Lilane Scheine auf Abstand (Rebell Army EP) von KC Rebell (feat. 18 Karat & Play69)
- 2017: Draussen auf Auge des Tigers von Majoe
- 2017: EWDRG und Banger Imperium auf Auge des Tigers (Gipfeltreffen EP) von Majoe (feat. Farid Bang, KC Rebell, Summer Cem, 18 Karat & Play69)
- 2017: Kalt auf Vita Nuova von Riccy
- 2018: Geladene AK auf Frontal von Majoe
- 2020: Das beste Label auf Genkidama von Farid Bang (feat. Majoe, Sipo, Summer Cem & 18 Karat)
- 2020: Balkan Mädchen (Remix) von MC Yankoo
- 2021: Papalapap auf Lockdown von Majoe & Silva